# Collinsia caliginosa nemenziana
Collinsia caliginosa nemenziana is een spinnensoort in de taxonomische indeling van de hangmatspinnen (Linyphiidae).
Het dier behoort tot het geslacht Collinsia. De wetenschappelijke naam van de soort werd voor het eerst geldig gepubliceerd in 1980 door Konrad Thaler.